# Presque sold out
Albums de Vulgaires Machins
Compter les corps
(2006) Requiem pour les sourds
(2010)
Presque sold out est le premier album live du groupe punk québécois Vulgaires Machins paru le 25 novembre 2008. Il a été enregistré lors de deux spectacles donnés les 21 et 22 décembre 2007 au Club Soda de Montréal. L'album est composé d'un CD et un DVD, avec en bonus, tous les vidéoclips du groupe.

## Pistes
| No  | Titre                          | Durée |
| --- | ------------------------------ | ----- |
| 1.  | Arrachez-moi les yeux          | 3:11  |
| 2.  | Légalisez l'héroïne            | 2:54  |
| 3.  | Fausse route                   | 2:28  |
| 4.  | Triple meurtre et suicide raté | 2:05  |
| 5.  | Anesthésie                     | 3:06  |
| 6.  | Comme une brique               | 2:38  |
| 7.  | Les mains pleines de sang      | 2:45  |
| 8.  | Un vote de moins               | 2:36  |
| 9.  | Dommage collatéral             | 4:00  |
| 10. | Anéantir le dogme              | 4:03  |
| 11. | Compter les corps              | 4:29  |
| 12. | La rue Déragon                 | 2:15  |
| 13. | La ballade des égoïstes        | 2:36  |
| 14. | Faut pas s'leurrer             | 2:26  |
| 15. | Capital                        | 4:10  |
| 16. | Les gens de l'Occident         | 2:09  |
| 17. | A                              | 4:50  |
| 18. | Aimer le mal                   | 2:59  |
| 19. | Puits sans fond                | 2:34  |
| 20. | Être un comme                  | 3:28  |
| 21. | La chasse est ouverte          | 3:05  |
| 22. | Pistache                       | 2:25  |
| 23. | Dieu se pique                  | 3:31  |
| 24. | Cocaïnomane                    | 3:10  |
| 25. | Je m'appelle Guillaume         | 4:50  |